# Teijsmanniodendron holophyllum
Teijsmanniodendron holophyllum là một loài thực vật có hoa trong họ Hoa môi. Loài này được (Baker) Kosterm. miêu tả khoa học đầu tiên năm 1951.